# All Pakistan Mohajir Students Organization
All Pakistan Mohajir Students Organization (APMSO) è un'organizzazione politica studentesca fondata da Altaf Hussain in Karachi, Sindh, Pakistan.
All Pakistan Muhajir Students Organisation nacque l'11 giugno 1978.